# Fußballnationalmannschaft von Nordborneo
Die Fußballnationalmannschaft von Nord-Borneo war eine kurzlebige Auswahlmannschaft des britischen Protektorats Nord-Borneo, das von 1946 bis 1963 eine Kronkolonie des Vereinigten Königreichs war. Nord-Borneo umfasste den nordöstlichen Teil der Insel Borneo, der heute der malaysische Bundesstaat Sabah ist. Die Mannschaft existierte von den 1950er Jahren bis 1963 als eigenständige Fußballauswahl, bevor sie als Sabah Football Club in die Malaysia Super League integriert wurde.

## Geschichte

### Gründung und Organisation
Im Jahr 1950 wurde die North Borneo Football Association (NBFA) gegründet, die den Fußball in der britischen Kronkolonie Nord-Borneo organisierte. Am 22. Oktober 1960 wurde daraus die North Borneo Amateur Football Association (NBAFA). Der Verband wurde nie Mitglied im Weltfußballverband FIFA und konnte sich daher nicht für eine FIFA Fußball-Weltmeisterschaft qualifizieren.

### AFC Asien-Cup

#### Qualifikation 1956
Ihr erster internationaler Auftritt hätte die Auswahl von Britisch-Nordborneo beim Qualifikationsturnier für den AFC Asia-Cup 1956 sein können. Obwohl der Verband keine Mitgliedschaft bei der Asiatischen Fußballkonföderation (AFC) hatte, wurden mehrere Nationen, darunter auch Nord-Borneo, aufgrund ihrer Mitgliedschaft in der Asian Games Federation in die vom AFC durchgeführte Auslosung am 7. Juni 1955 in Manila mit einbezogen. Das Team wurde der Östlichen Zone zugelost, zusammen mit den Philippinen, Südkorea, Japan und Taiwan. In der ersten Runde erhielt man ein Freilos und sollte in der zweiten Runde auf die Auswahl von Taiwan treffen. Dies hätte das erste Länderspiel Nord-Borneos sein können, jedoch zog sich das Team aus der Qualifikation zurück.

#### Andere Wettbewerbe
Obwohl der NBFA Teil der Asian Games Federation war, nahm Nordborneo nie an den Asienspielen im Fußball oder den SEA Games teil.

### Die Hone-Cup-Games
Erstmals für ein Sportturnier begeistern konnte sich Britisch-Nordborneo bei den Hone-Cup-Games in den 1950er Jahren. Bei diesen Spielen gab es verschiedene Sportarten wie Rugby, Cricket, Hockey, Tennis und Boxen, aber auch Fußball war als sportliche Disziplin vertreten. Ob und wie erfolgreich die Auswahl im Fußball bei den Hone-Cup-Games war, ist jedoch unbekannt.

### Borneo-Cup

#### Teilnahme 1960
Ein weiterer Wettbewerb, an dem die Fußballmannschaft von Nordborneo ebenfalls aktiv teilnahm, war der Borneo Cup. Dieser wurde 1960 erstmals ausgespielt und daran nahmen alle Auswahlmannschaften von der Insel Borneo teil: Nordborneo, Sarawak und ab 1961 Brunei. Das erste Spiel und gleichzeitig das erste dokumentierte Länderspiel von Nordborneo fand am 29. Oktober 1960 gegen die Mannschaft aus Sarawak unter der Leitung von Trainer Lee Yun Shu im Jubilee Ground in Kuching statt. In diesem Hinspiel erzielte die Mannschaft drei Eigentore von drei verschiedenen Spielern: das erste von Yassin in der 28. Minute, das zweite von Abidin Kreah in der 48. Minute und das dritte von Voo Tsun Fah in der 56. Minute. Eine Minute später, in der 57. Minute, schoss Hanafiah Kreah das erste Länderspieltor für die NBFA-Elf. Obwohl Sarawak nach dem Ergebnis eigentlich als Turniersieger feststand, gab es noch ein Rückspiel am 26. November 1960. Dieses Heimspiel wurde in Jesselton, der Hauptstadt des Protektorats, ausgetragen. Bis zur ersten Hälfte stand es 0:0, bis Awang Bakar in der 53. Minute den Führungs- und späteren Siegtreffer für den Gegner erzielte. Später gab es im Turnier zwei weitere Freundschaftsspiele, die mit 0:3 und 2:3 verloren wurden.

#### Teilnahme 1961
In der zweiten Ausgabe des Borneo Cup spielten die Rhinos am 6. August 1961 gegen Brunei und verloren mit 1:3. Am 26. August 1961 fand in Brunei Town (Padang) das Halbfinal-Rückspiel statt, das Nordborneo mit 2:3 gewinnen konnte. Da das Gesamtergebnis jedoch 4:5 für Brunei stand, erreichte man nicht das Finale.

#### Teilnahme 1962

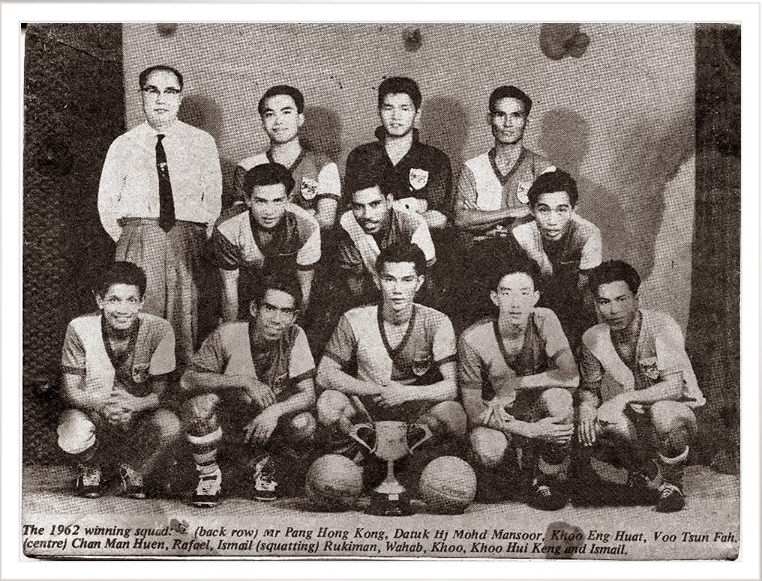
Ein Foto der Fußballmannschaft aus Nordborneo, die die erste Ausgabe des Borneo Cup-Turniers im Jahr 1962 gewann.

Die letzte Ausgabe, bei der die North Borneo Football Association als Britisch-Nordborneo antrat, war der Borneo Cup 1962. Im Halbfinal-Hinspiel traf das Team erneut auf Brunei und verlor dieses am 13. Oktober 1962 mit 5:2. Ein paar Tage später, am 20. Oktober, fand das Rückspiel in Jesselton statt, wo Nordborneo mit 3:1 führte. In der 62. Spielminute wurde das Spiel jedoch aufgrund schlechter Lichtverhältnisse abgebrochen. Brunei protestierte gegen den Spielabbruch und die Schiedsrichterleistung im Allgemeinen und erklärte, dass das Ergebnis (3:1-Sieg für Nordborneo) bestehen bleiben sollte. Da jedoch Nordborneo aufgrund des addierten Gesamtergebnisses ausscheiden würde, kündigte die NBFA einseitig an, dass das Spiel am folgenden Tag wiederholt werden würde. Brunei weigerte sich und forderte einen neutralen Spielort und einen neutralen Schiedsrichter für eine Wiederholung. Nordborneo behauptete, dass Bruneis Weigerung einer Spielaufgabe gleichkäme, und reklamierte einen kampflosen Sieg; die Sarawak Amateur F.A. stimmte dem zu. So erreichte das Team erstmals das Endspiel und gewann das erste Finalspiel gegen Sarawak mit 3:0. Am 4. November fand das zweite Finalspiel in Kuching statt, das 2:2-Unentschieden endete. Durch ein Gesamtergebnis von 5:2 holte die Fußballauswahl von Nordborneo erstmals den Borneo Cup.
Am 14. Oktober 1962 absolvierte das Team in Form eines Freundschaftsspiels gegen Brunei ihr letztes Länderspiel, das sie mit 1:2 gewinnen konnten.

## Sabah FA
Nach Gründung des Staates Malaysia wurde die North Borneo Amateur Football Association aufgelöst und als Sabah Football Association im Malaysischen Fußball integriert. Benannt ist dieser nach dem Bundesstaat Sabah, was der direkte Nachfolger vom Britischen Protektorat Nord-Borneo ist.  

Das aktuelle Wappen des Sabah Football Clubs

Die Sabah Football Association nahm am Borneo Cup teil und ist mit 13 Titeln die erfolgreichste Mannschaft in diesem Wettbewerb. Später wurde die Sabah Football Association in einen Fußballverein umgewandelt. Im Jahr 2021 wurde der Verein in Sabah Football Club umbenannt. Er spielt derzeit in der Malaysia Super League.

## Erfolge und Rekorde

### Titelgewinne
- Borneo Cup-Sieger: 1962 (als Nordborneo)

### Besten Torschützen
Gezählt werden nur Tore der Fußballauswahl von Nordborneo bis 1962.
| Pl. | Spieler                              | Tore                                 |
| --- | ------------------------------------ | ------------------------------------ |
| 1.  | Wahab bin Tahir                      | 4                                    |
| 2.  | Khoo Yong Kim                        | 3                                    |
| 3.  | Francis Rajah                        | 2                                    |
| 4.  | Liew chee Onn                        | 2                                    |
| 5.  | +6 weitere Spieler mit nur einem Tor | +6 weitere Spieler mit nur einem Tor |

### Trainerhistorie
- Lee Yun Shu (1960–1963)